# Diego Carrasco Muñoz
Diego Andrés Carrasco Muñoz (Coquimbo, Chile, 25 de mayo de 1995) es un futbolista profesional chileno. Juega como defensa central y ocasionalmente como lateral izquierdo. Su equipo actual es Deportes Concepción de la Primera B de Chile.  

## Estadísticas
| Club                         | Div.             | Temporada        | Liga  | Liga  | Copas nacionales | Copas nacionales | Torneos internacionales | Torneos internacionales | Total | Total |
| Club                         | Div.             | Temporada        | Part. | Goles | Part.            | Goles            | Part.                   | Goles                   | Part. | Goles |
| ---------------------------- | ---------------- | ---------------- | ----- | ----- | ---------------- | ---------------- | ----------------------- | ----------------------- | ----- | ----- |
| Coquimbo Unido · Chile       | 2.ª              | 2013-14          | 3     | 0     | 1                | 0                | —                       | —                       | 4     | 0     |
| Coquimbo Unido · Chile       | 2.ª              | 2014-15          | 25    | 1     | 5                | 0                | —                       | —                       | 30    | 1     |
| Coquimbo Unido · Chile       | 2.ª              | 2015-16          | 22    | 0     | 3                | 0                | —                       | —                       | 25    | 0     |
| Coquimbo Unido · Chile       | 2.ª              | 2016-17          | 1     | 0     | —                | —                | —                       | —                       | 1     | 0     |
| Coquimbo Unido · Chile       | 2.ª              | 2017             | 13    | 0     | 4                | 0                | —                       | —                       | 17    | 0     |
| Coquimbo Unido · Chile       | 2.ª              | 2018             | 29    | 2     | —                | —                | —                       | —                       | 29    | 2     |
| Coquimbo Unido · Chile       | Total club       | Total club       | 93    | 3     | 13               | 0                | 0                       | 0                       | 106   | 3     |
| Universidad de Chile · Chile | 1.ª              | 2019             | 12    | 0     | 2                | 0                | —                       | —                       | 14    | 0     |
| Universidad de Chile · Chile | 1.ª              | 2020             | 20    | 1     | —                | —                | 2                       | 0                       | 22    | 1     |
| Universidad de Chile · Chile | 1.ª              | 2021             | 15    | 0     | —                | —                | —                       | —                       | 15    | 0     |
| Universidad de Chile · Chile | Total club       | Total club       | 47    | 1     | 2                | 0                | 2                       | 0                       | 51    | 1     |
| O'Higgins · Chile            | 1.ª              | 2022             | 20    | 1     | 1                | 0                | —                       | —                       | 21    | 1     |
| O'Higgins · Chile            | Total club       | Total club       | 20    | 1     | 1                | 0                | 0                       | 0                       | 21    | 1     |
| Coquimbo Unido · Chile       | 1.ª              | 2023             | 20    | 1     | 3                | 0                | —                       | —                       | 23    | 1     |
| Coquimbo Unido · Chile       | Total club       | Total club       | 20    | 1     | 3                | 0                | 0                       | 0                       | 23    | 1     |
| Deportes Copiapó · Chile     | 1.ª              | 2024             | 14    | 0     | 2                | 0                | —                       | —                       | 16    | 1     |
| Deportes Copiapó · Chile     | Total club       | Total club       | 14    | 0     | 2                | 0                | 0                       | 0                       | 16    | 1     |
| Deportes Concepción · Chile  | 2.ª              | 2025             | 0     | 0     | 0                | 0                | —                       | —                       | 0     | 0     |
| Deportes Concepción · Chile  | Total club       | Total club       | 0     | 0     | 0                | 0                | 0                       | 0                       | 0     | 0     |
| Total en carrera             | Total en carrera | Total en carrera | 194   | 6     | 21               | 0                | 2                       | 0                       | 217   | 6     |
| 1. 2. 3.                     |                  |                  |       |       |                  |                  |                         |                         |       |       |

## Palmarés

### Campeonatos nacionales
| Título    | Club           | País  | Año  |
| --------- | -------------- | ----- | ---- |
| Primera B | Coquimbo Unido | Chile | 2018 |